# Gens Popillia
La gens Popillia, talvolta indicata come Popilia, era un'antica gens romana di origine plebea, che poté vantare diversi membri che ottennero il consolato.
Esponenti conosciuti della gens Popillia e di quella Lenate:
- Marco Popilio Lenate, console nel 359, 356, 350 e 348 a.C.
- Marco Popilio Lenate, console nel 316 a.C.
- Gaio Popilio Lenate, console nel 172 e nel 158 a.C.
- Marco Popilio Lenate, console nel 173 a.C.
- Marco Popilio Lenate, console nel 139 a.C.
- Publio Popilio Lenate, console nel 132 a.C.
- Gneo Popilio Lenate, uno dei cesaricidi.